# Edimáter
Edimáter fue una editorial española fundada en Sevilla en 2008. Se dedicaba a la publicación de literatura infantil y juvenil. Gran parte de su catálogo y algunas de sus colecciones fueron acogidas por BABIDI-BÚ, editorial infantil y juvenil que sigue una línea similar.
- Datos: Q5818502